# 춘산초등학교 효선분교
춘산초등학교 효선분교는 경상북도 의성군 춘산면에 있었던 초등학교 분교이다.

## 연혁
- 1936년 5월 14일 춘산공립보통학교 부설 효선간이학교 개교
- 1938년 4월 1일 춘산공립보통학교 부설 효선간이학교 개편
- 1941년 4월 1일 춘산공립국민학교 효선분교 개편
- 1944년 3월 22일 효선공립국민학교 승격 분리, 효선공립국민학교 빙계분교 설립 인가
- 1944년 4월 1일 빙계분교장 개교
- 일자미상 효선국민학교 개편
- 1983년 3월 1일 빙계분교장 폐교 및 본교 통폐합
- 1996년 3월 1일 효선초등학교 개편
- 1999년 9월 1일 춘산초등학교 분교장 격하 편입
- 2013년 3월 1일 폐교 및 의성초등학교 통폐합